# Nesophontes major
Nesophontes major är en utdöd däggdjursart som beskrevs av Arredondo 1970. Nesophontes major ingår i släktet nesophontidae, och familjen Nesophontidae. IUCN kategoriserar arten globalt som utdöd. Inga underarter finns listade i Catalogue of Life.
Arten levde på Kuba i Västindien. Antagligen dog djuret ut kort efter européernas ankomst i Amerika. Uppskattningsvis hade Nesophontes major insekter som föda.